# 奇蹟のゲーム
『奇蹟のゲーム』（きせきのゲーム）は 1996年3月22日に発売されたKATSUMI7枚目のオリジナル・アルバム。

## 解説
前作『BRIGHT DAYS』から1年1ヶ月振り、パイオニアLDC在籍時の最後のオリジナル・アルバムである。
本作は外部作曲家による楽曲提供が多く占めていること、これまでほぼ全曲の編曲を担当した武部聡志の手掛けた曲数が収録曲の半数に留まっていることが本作の特徴。
アルバム・ジャケットや表題曲のミュージック・ビデオの撮影は台湾・マレーシアで行われた。訪れた理由についてKATSUMIは自身のホームページにて「僕も何か新しい刺激の中で立ち上がりたくてジャケットやビデオ撮影に台湾やマレーシアを選んだ。アジアの雑踏に埋もれてしまいたかったからだ」と記している。
TBSラジオの松宮一彦とジョイフルタウンの棚橋和博によるライナーノーツが封入されている。

## 収録曲
全曲　作詞・作曲：渡辺克巳,編曲：武部聡志（特記以外）
1. 奇蹟のゲーム（5：35）[1]
  - 作曲：坂下正俊
2. Winter Song（4：18）[1]
  - 編曲：鳥山雄司
  - 「Higher Love 〜君と僕が望んだもの〜」カップリング曲。
  - コーラスに小野正利が参加。
3. Never Say Goodbye（5：27）[1]
4. You're my Love（5：03）[1]
  - 作曲：原田真二　編曲：上杉洋史
5. Running Out（4：40）[1]
  - 作曲：高見沢俊彦
6. Higher Love 〜君と僕が望んだもの〜（5：27）[1]
  - 編曲：鳥山雄司
  - 17thシングル。
7. 君のすべて（4：44）[1]
  - 作曲：井上慎二郎　編曲：鳥山雄司
  - 郵政省簡易保険CMソング。
8. My Arms（4：39）[1]
  - 編曲：上杉洋史
9. 心のままに（4：41）[1]
  - 丸栄CMソング。
10. Mind Game（7：33）[1]
  - 作曲：渡辺克巳・石川洋
  - アマチュア・バンド「SIZE」として活動していた頃に作られた曲。演奏時間は7分を超えており、現在まで発表されている楽曲の中で一番長い。
11. DREAMIN' 〜Cowboy Mix〜（4：24）[1]
  - 作曲：石川洋
  - 18thシングルカップリング。ボーナス・トラック。